# Aartsbisdom Tegucigalpa
Het aartsbisdom Tegucigalpa (Latijn: Archidioecesis Tegucigalpensis) is een rooms-katholiek aartsbisdom met als zetel Tegucigalpa, de hoofdstad van Honduras. De aartsbisschop van Tegucigalpa is metropoliet van de kerkprovincie Tegucigalpa, waartoe ook de suffragane bisdommen Choluteca, Comayagua, Danlí en Juticalpa behoren.

## Geschiedenis
In 1527 werd het bisdom Honduras opgericht dat geheel Honduras omvatte, echter nog zonder een duidelijke zetel, uit delen van het bisdom Santiago de Guatemala, en was suffragaan aan het aartsbisdom Santo Domingo. Op 6 september 1531 bevestigde de paus het bisdom. In 1539 vestigde de eerste bisschop zich in Trujillo. Wegens continue aanvallen werd in 1561 de zetel verplaatst naar Comayagua. In 1571 werd de verplaatsing van de bisschopszetel bevestigd. Op 30 oktober 1880 verplaatste de overheid van Honduras de hoofdstad van Comayagua naar Tegucigalpa. Op 2 februari 1916 werd de kerkelijke indeling van Honduras herzien. Honduras werd ingedeeld in drie bisdommen en de zetel van Comayagua werd verplaatst naar Tegucigalpa en verheven tot metropolitaan aartsbisdom. 
Het verloor meermaals gebied bij de oprichting van het apostolisch vicariaat San Pedro Sula (1916), het bisdom Santa Rosa de Copán (1916), de territoriale prelatuur Inmaculada Concepción de la B.V.M. en Olancho (1949), de bisdommen León en Nicaragua (1962) en Comayagua (1963), de territoriale prelatuur Choluteca (1964), en de bisdommen Yoro (2005) en Danlí (2017).

## Parochies
Het aartsbisdom had in 2022 een oppervlakte van 8.619 km2 en telde 1.983.000 inwoners waarvan 69,4% rooms-katholiek was.

## Ordinarii

### Bisschoppen
- Alfonso de Talavera (6 september 1531 - 1540)
- Cristóbal de Pedraza (4 februari 1541 - 1555)
- Jerónimo de Corella (12 juni 1556 - 31 juli 1575)
- Alfonso de la Cerda (13 januari 1578 - 6 november 1587)
- Gaspar de Andrada (16 november 1587 - 1612)
- Alfonso del Galdo (22 oktober 1612 - 1629)
- Luis de Cañizares (1629 - 4 juli 1645; coadjutor sinds 19 juni 1628)
- Juan Merlo de la Fuente (30 mei 1650 - 1665)
- Martín de Espinosa y Monzón (12 september 1672 - 1676)
- Ildefonso Vargas y Abarca (22 november 1677 - 9 mei 1697)
- Pedro Reyes de los Ríos de Lamadrid (11 april 1699 - 30 maart 1700)
- Juan Pérez Carpintero (3 januari 1701 - 12 mei 1724)
- Antonio López Portillo de Guadalupe (19 november 1725 - 6 januari 1742)
- Francisco de Molina (11 maart 1743 - december 1749)
- Diego Rodríguez de Rivas y Velasco (16 november 1750 - 29 maart 1762)
- Isidro Rodríguez Lorenzo (17 december 1764 - 14 december 1767)
- Antonio Macarulla Minguilla de Aguilain (14 december 1767 - 14 december 1772)
- Francisco José de Palencia (15 maart 1773 - november 1775)
- Francisco Antonio Iglesia Cajiga (17 februari 1777 - 15 december 1783)
- José Antonio de Isabela (27 juni 1785 - december 1785)
- Fernando Cardiñanos (10 maart 1788 - juli 1794)
- Vicente de Navas (1 juni 1795 - 1809)
- Manuel Julián Rodríguez del Barranco (14 april 1817 - 1819)
- Francisco de Paula Campo y Pérez (25 januari 1844 - 1853)
- Hipólito Casiano Flóres (4 april 1854 - 29 september 1857)
- Juan Félix de Jesús Zepeda (22 juli 1861 - 20 april 1885)
- Manuel Francisco Vélez (23 mei 1887 - 26 maart 1901)

### Aartsbisschoppen
- José María Martínez y Cabañas (13 maart 1902 - 11 augustus 1921)
  - Antonio del Carmen Monestel y Zamora (coadjutor: 23 februari 1915 - 10 maart 1921)
- Agustín Hombach (3 februari 1923 - 17 oktober 1933)
- José de la Cruz Turcios y Barahona (8 december 1947 - 18 mei 1962)
  - Evelio Domínguez Recinos (hulpbisschop: 11 september 1957 - 20 april  1988)
- Héctor Enrique Santos Hernández (18 mei 1962 - 8 januari 1993)
- Óscar Andrés Rodríguez Maradiaga (8 januari 1993 - 26 januari 2023; hulpbisschop sinds 28 oktober 1978, kardinaal in 2001)
  - Roberto (Patrick) Camilleri Azzopardi (hulpbisschop: 26 juli 2001 - 21 mei 2004)
  - Juan José Pineda Fasquelle (hulpbisschop: 21 mei 2005 - 20 juli 2018)
  - Darwin Rudy Andino Ramírez (hulpbisschop: 1 april 2006 - 7 november 2011)
  - Walter Guillén Soto (hulpbisschop: 14 november 2020 - 27 april 2021)
  - Teodoro Gómez Rivera (hulpbisschop: 14 november 2020 - 26 januari 2023)
- José Vicente Nácher Tatay (26 januari 2023 - heden)

## Galerij van afbeeldingen

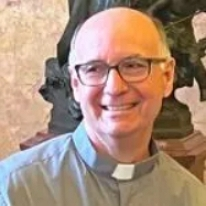
José Vicente Nácher Tatay, aartsbisschop 2023-heden
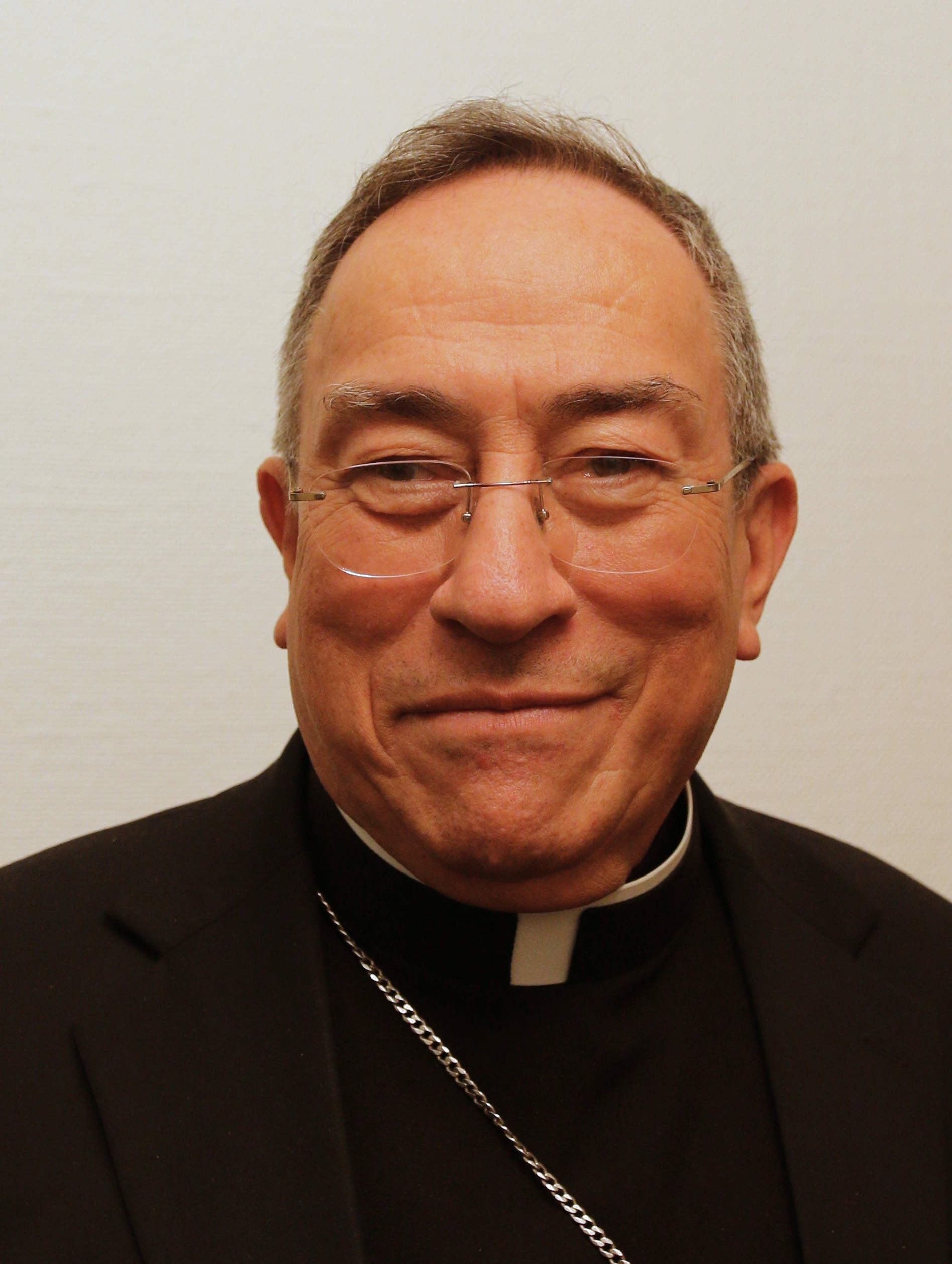
Óscar Andrés Rodríguez Maradiaga, aartsbisschop 1993-2023, kardinaal in 2001
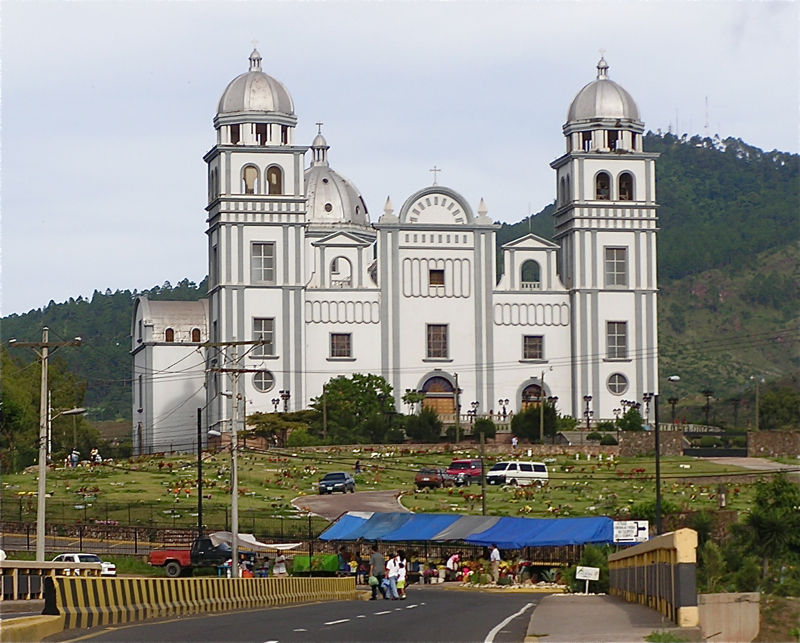
Maagd van Suyapa-basiliek, een nationaal heiligdom, in Tegucigalpa